# Hans Adolf Krebs
 For alternative betydninger, se Hans Krebs. (Se også artikler, som begynder med Hans Krebs)
Sir Hans Adolf Krebs (25. august 1900 – 22. november 1981) var en tyskfødt, britisk læge og biokemiker. Som forsker var han en pioner indenfor cellulær respiration, en stofskiftevej til produktion af energi i kroppens celler. Han er kendt for sine opdagelser af vigtige kemiske reaktioner i kroppen - ureacyklussen og citronsyrecyklussen. Han fik Nobelprisen i medicin i 1953 for opdagelsen af sidstnævnte, den vigtigste sekvens i metaboliske reaktioner der producerer energi i cellerne, ofte kaldet "Krebs' cyklus". Sammen med Hans Kronberg opdagede han også glyoxylatcyklussen, der er en mindre variation af citronsyrecyklussen, der finder sted i planter, bakterier, protister og svampe.